# Selnik (miasto Ludbreg)
Selnik – wieś w Chorwacji, w żupanii varażdińskiej, w mieście Ludbreg. W 2011 roku liczyła 844 mieszkańców.